# Government Bridge
Die Government Bridge ist eine kombinierte Straßen- und Eisenbahnbrücke über den Mississippi und verbindet Rock Island in Illinois mit Davenport in Iowa. Die Doppelstockbrücke führt zwei Fahrstreifen für den Pkw-Verkehr sowie eine zweigleisige Eisenbahnstrecke. In die Fachwerkbrücke ist vor der Schleuse des Lock and Dam No. 15 eine Drehbrücke integriert, die abhängig von ihrer Stellung entweder den Schiffsverkehr auf dem Mississippi oder den Fahrzeugverkehr auf der Brücke ermöglicht. Die aktuelle Konstruktion ist bereits die vierte an dieser Stelle.

## Geschichte

Animation der Brücke

Die erste Brücke an diesem Ort wurde bereits um 1850, jedoch 450 Meter stromaufwärts der aktuellen Konstruktion erbaut. Es war das erste Bauwerk über den Mississippi und spielte dadurch eine wichtige Rolle im amerikanischen Bürgerkrieg sowie bei der Errichtung der First Transcontinental Railroad. Die Brücke war Teil des Chicago, Rock Island and Pacific Railroad. Die Fährbesitzer am Mississippi lehnten die Brücke ab, eher aus Sorge um den Verlust ihres Fährmonopols als über eingeschränkte Navigationsmöglichkeiten durch den Fluss. Am 22. April 1856 wurde das Bauwerk eröffnet.
In den darauf folgenden Jahren wurde die erste Konstruktion in kurzer Zeit zuerst durch eine hölzerne, später durch eine Stahlbrücke ersetzt. Die Stahlbrücke wurde jedoch an anderer Stelle erbaut und besaß im Gegensatz zu den vorangegangenen Brücken zwei Fahrebenen. Der Schienenverkehr benutzte die obere, der Fahrzeugverkehr die untere Ebene. Die alte Brücke sowie die angebundene Eisenbahnstrecke wurden aufgegeben. Das aktuelle Bauwerk, erbaut im Jahr 1896, gleicht nahezu der Vorgängerbrücke, es wurde lediglich die vorher eingleisige Strecke auf zwei Gleise erweitert.